# 山代真作
山代 真作（やましろ の まさか/まつくり）は、飛鳥時代から奈良時代にかけての官人。姓は忌寸、位階は従六位上。

## 出自
山代氏（山代忌寸）は魯国の白竜王（北燕第3代天王の馮弘と同一人物か？）の子孫とされる渡来系氏族。河内氏（河内忌寸）・台氏（台忌寸）などと同族とされる。

## 経歴・人物
河内石川郡山代郷の出身で、文武・元明・元正・聖武天皇の4代に仕えた。『正倉院文書』の養老5年（721年）の戸籍に戸主としてその名がみえる。

### 山代忌寸真作墓誌

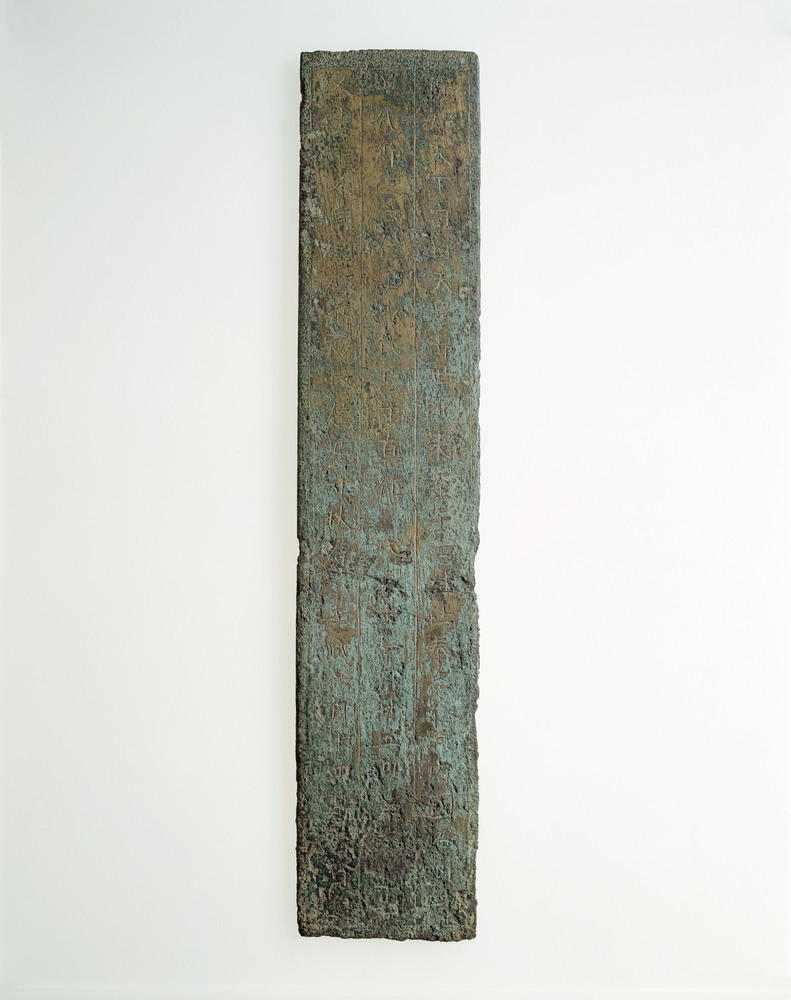
山代忌寸真作墓誌（重要文化財、奈良国立博物館所蔵）

山代真作の墓誌は、昭和27年（1952年）に奈良県宇智郡大阿太村（現・五條市東阿田町）の同村立大阿太小学校から発見され、翌昭和28年（1953年）11月14日に国の重要文化財に指定された（現在は奈良国立博物館所蔵）。
昭和29年（1954年）には大阿太村が記念碑を大阿太小学校の西方の丘に建立したが、のち平成16年（2004年）には五條市が同校跡地の北方にこれを移転し、改めて顕彰した。
しかし、発見地の大阿太小学校に真作の墓があったというわけではなく、明治時代の学校建設工事や第二次世界大戦中の開墾などにより、付近の吉野川に沿った丘陵の尾根傾斜地から出土したものが学校へ持ち込まれたものと推定されており、正確な墓誌の出土地点および墓の所在地は不明である。
同墓誌は、縦28.0cmに横5.7cmの、全面に鍍金した短冊形の鋳銅板で、表面の縁に界線と魚々子地を施し、その中に罫線を2条引く。3行76字の墓誌銘には、真作が4代の天皇に仕え、神亀5年11月25日に死去したことのほかに、藤原京から山代郷へ嫁いできた妻の蚊屋忌寸秋庭が養老6年6月14日（722年7月31日）に死去したことが記されており、真作の死去をもって夫婦合葬に改められたことが推定される。銘文は以下の通り。